# شویا ۴۱۹۶
سیارک ۴۱۹۶ (به انگلیسی: 4196 Shuya، نامگذاری:1982SA13) چهار هزار و صد و نود و ششمین سیارک کشف شده‌است که در ۱۶ سپتامبر ۱۹۸۲ کشف شد.
قدر مطلق سیارک برابر ۱۰٫۷۰ است.